# Craugastor anciano
Craugastor anciano là một loài ếch trong họ Craugastoridae.
Nó là loài đặc hữu của Honduras.
Các môi trường sống tự nhiên của chúng là các khu rừng vùng núi ẩm nhiệt đới hoặc cận nhiệt đới và sông.
Nó bị đe dọa do mất môi trường sống.